# Micol Cattaneo
Pour les articles homonymes, voir Cattaneo.
Micol Cattaneo (née le 14 mai 1982 à Côme) est une athlète italienne, spécialiste des haies.

## Biographie
Le record de Micol Cattaneo sur 100 mètres haies est de 12 s 98 obtenu à Annecy en 2008, à 1/100e du record italien d'alors, et représente la troisième meilleure performance italienne de tous les temps sur cette distance. 
Elle est finaliste lors des Championnats d'Europe de 2012. Elle a remporté la médaille d'or du relais 4 × 100 mètres lors des Jeux méditerranéens de 2013 à Mersin, en Turquie.
Le 2 juillet 2017, elle remporte le titre italien en 13 s 20 à Trieste.

### Palmarès
| Date | Compétition              | Lieu      | Résultat | Épreuve     | Temps   |
| ---- | ------------------------ | --------- | -------- | ----------- | ------- |
| 2007 | Jeux mondiaux militaires | Hyderabad | 2e       | 100 m haies | 13 s 36 |
| 2007 | Jeux mondiaux militaires | Hyderabad | 1re      | 4 × 100 m   | 44 s 97 |
| 2009 | Jeux méditerranéens      | Pescara   | 3e       | 100 m haies | 13 s 39 |
| 2012 | Championnats d'Europe    | Helsinki  | 7e       | 100 m haies | 13 s 16 |
| 2013 | Jeux méditerranéens      | Mersin    | 1re      | 4 × 100 m   | 44 s 66 |

### Records
| Épreuve                    | Performance | Lieu    | Date         |
| -------------------------- | ----------- | ------- | ------------ |
| 60 mètres haies (en salle) | 8 s 02      | Valence | 8 mars 2008  |
| 100 mètres haies           | 12 s 98     | Annecy  | 22 juin 2008 |